# Krasnopresněnskaja (stanice metra v Moskvě)
Krasnopresněnskaja (rusky Краснопресненская) je stanice moskevského metra na Kolcevské lince. Otevřena byla 14. března 1954, řadí se tedy k nejnovějším ze stanic okružní linky. Nese název podle nedaleké ulice Krasnaja Presnaja a sama dala z části jméno sedmé lince (Tangansko-Krasnopresněnské).

## Charakter stanice
Krasnopresněnskaja je podzemní (35 m hluboko pod zemí), ražená trojlodní pilířová stanice s jedním přímým výstupem a jednou přestupní chodbou, vycházející kolmo k ose stanice z její střední lodě na Tagansko-Krasnopresněnskou linku, na zdejší stanici Barrikadnaja. Průměr střední lodi Krasnopresněnské činí 9 m. Obklad stanice tvoří červená žula a bílý mramor. Na pilířích jsou umístěné reliéfy s výjevy revolucí v roce 1905 a 1917; dohromady jich je celkem 14.
Stanice má jeden velký povrchový vestibul; jedná se o stavbu s kruhovým půdorysem podpíranou sloupy, stejně jako celá stanice je provedena ve velkolepém stalinistickém stylu. Před vestibulem je pak umístěna velká socha bojovníka s názvem Družinnik.